# Antoine Mougeot
Jean Joseph Antoine Mougeot (* 8. Mai 1815 in Bruyères; †  20. Februar 1889 in Laval-sur-Vologne) war ein französischer Arzt, Paläobotaniker und Geologe. Sein offizielles botanisches Autorenkürzel lautet „A. Moug.“

## Leben
Er war der Sohn des Botanikers Jean-Baptiste Mougeot, studierte in Straßburg Medizin (Promotion 1837) und wie dieser niedergelassener Arzt  in Bruyères, wo er mehrfach Bürgermeister war. Daneben befasste er sich mit Geologie, Paläobotanik und Botanik. Er setzte die Exsiccaten-Sammlung von Kryptogamen seines Vaters fort (und zur Exsiccaten-Sammlung der Algen Frankreichs) und veröffentlichte mit Wilhelm Philipp Schimper eine Monographie über die Pflanzenfossilien aus dem Voltziensandstein (Grès à Voltzia) der Vogesen und Umgebung, deren Sammlung sein Vater begonnen hatte. Die Monographie erschien von 1840 bis 1844 (Gesamtausgabe mit Erweiterungen) und enthielt hervorragende Illustrationen (die Originale verbrannten beim Brand des geologischen Instituts in Straßburg 1967). Er veröffentlichte auch Über Vertebraten-Reste des Muschelkalks in den Vogesen und dem Meurthe-Departement, Bull. Soc. Géol. France, 1835 und im gleichen Band: Über Euritgänge im Granit von Nasviller.
Er war Mitglied der französischen geologischen Gesellschaft und 1859 bis 1879 Mitglied und zeitweise Präsident des Conseil général des Départment Vosges.

## Erstbeschreibungen
- Schizoneura Schimper & Mougeot 1841
- Schizoneura paradoxa Schimper & Mougeot 1841

## Schriften
- mit Wilhelm Philipp Schimper: Monographie des Plantes fossiles du Gres Bigarre de la chaine des Vosges, Premiere Partie, Coniferes et Cycadeés, Planches Tab. I -XVIII,  Treuttel et Wurtz, Strasbourg et Paris 1840, S. 1–36[2] Archive
- mit Wilhelm Philipp Schimper: Monographie des Plantes fossiles du Gres Bigarre de la chaine des Vosges, Deuxieme Partie, Monocotyledonées et Acotyledonées, Planches Tab. XIX - XXIX,  Treuttel et Wurtz, Strasbourg et Paris 1841, S. 37–59[3] Archive Biodiversity Library
- A. Mougeot, Wilhelm Philipp Schimper: Monographie des Plantes fossiles du Grès Bigarré de la chaine des Vosges. Leipzig: Wilhelm Engelmann 1844, Google Books Gallica, (83 Seiten, 40 Tafeln).
- Essai d´une flore du noveaux grès rouges des Vosges, Èpinal 1852
- mit René Ferry u. a.: La flore des Vosges: Champignons, in Léon Louis: La Départment des Vosges, Épinal 1887
- mit Casimir Roumeguère: Algues, in Léon Louis: La Départment des Vosges, Épinal 1887